# Belgische wetgevende verkiezingen 1880
Gedeeltelijke wetgevende verkiezingen vonden plaats in België op dinsdag 8 juni 1880. 66 van de 132 Kamerzetels werden herverkozen, namelijk die in de provincies Antwerpen, Brabant, Luxemburg, Namen en West-Vlaanderen.
Uittredende volksvertegenwoordigers:
| Provincie       | Katholieken | Liberalen | Totaal |
| --------------- | ----------- | --------- | ------ |
| Antwerpen       | 13          | 0         | 13     |
| Brabant         | 5           | 18        | 23     |
| West-Vlaanderen | 16          | 1         | 17     |
| Luxemburg       | 4           | 1         | 5      |
| Namen           | 6           | 2         | 8      |
| Totaal          | 44          | 22        | 66     |

De liberalen dienden dus enkel Brabant te behouden om hun meerderheid te behouden. Ondanks de door de katholieken bestreden schoolwet van 1 juli 1879, wonnen de liberalen netto drie zetels:
- Liberaal naar katholiek: 1 in Antwerpen;
- Katholiek naar liberaal: 1 in Brugge, 1 in Neufchâteau, 1 in Virton en 1 in Namen.

## Uitslagen
Elf katholieke kandidaten zijn verkozen zonder tegenkandidaat: 3 te Turnhout, 4 in Kortrijk, 2 in Roeselare en 2 in Tielt. In Oostende werd liberaal Jean-Ignace Van Iseghem zonder tegenkandidaat herverkozen.
In Brugge werd alleen Amedée Visart de Bocarmé (kath.) direct herverkozen. Er was een tweede ronde (ballotage) tussen de zittende katholieken Emile De Clercq en Eugène-Edouard van Outryve d'Ydewalle en liberale tegenkandidaten Arthur Pecsteen en Vandermeersch. D'Ydewalle en Pecsteen werden verkozen.
In Veurne werd Léon Visart de Bocarmé (kath.) herverkozen met Meynne als liberale tegenkandidaat.

### Buitengewone verkiezingen
In Dinant werd een buitengewone verkiezing gehouden voor een senator: Alfred d'Huart werd verkozen, ter opvolging van zijn vader Edouard d'Huart die ontslag nam.
Daarnaast vond er een buitengewone verkiezing plaats op 21 augustus 1880 om een volksvertegenwoordiger voor het arrondissement Oudenaarde te verkiezen na de dood van Auguste Devos op 21 juli 1880. Florent De Bleeckere werd verkozen om hem op te volgen.

## Verkozenen
- Kamer van volksvertegenwoordigers (samenstelling 1878-1882)